# 정복왕조
정복왕조(征服王朝, 영어: conquest dynasty)는 중국사에서 비한족계 민족이 건국한 중국 왕조를 일컫는다. 이들은 한족의 전통적 심장부인 중국의 일부 또는 전체를 통치했으며, 통치자는 한족의 주요 문화에 완전히 동화되었을 수도 있고 그렇지 않았을 수도 있다.
정복왕조라는 용어는 독일계 미국인 중국학자 카를 아우구스트 비트포겔이 1949년 요나라(916–1125) 수정주의 역사라는 책에서 만들었다. 그는 중국의 금나라(1115–1234), 원나라(1271–1368), 청나라(1644–1912) 뿐만 아니라 요나라도 사실상 "중국인"이 아니며, 지배 가문들이 지배적인 한족 문화에 완전히 동화되지 않았다고 주장했다. "정복왕조" 개념은 오타기 마쓰오와 같은 대부분의 일본 학자들이 우호적으로 수용하였으며, 그들은 이 왕조들을 "중국의 역사"가 아닌 "아시아의 역사"의 맥락에서 보는 것을 선호했다. 미국의 중국학자들로부터 "정복왕조" 개념에 대한 대안적인 견해로는 오언 래티모어의 "저수지"로서의 스텝 개념, 볼프람 에버하르트의 유목민 사회에 대한 "초층화" 개념, 메리 C. 라이트의 중국화론에 대한 논문 등이 있다. 역사학자들 사이에서 "정복왕조"라는 표시는 논란의 여지가 있는 것으로 입증되었으며, 특히 금나라와 같은 왕조에서 이러한 특징을 사용할 때 더욱 그렇다.

## 중국의 범위
중국인(中國人)은 종종 한족(漢人)과 혼동되어 사용되는 경향이 있다.
중국(中國)이라는 용어는 기원전 10세기경에 처음으로 사용되었으며 특정한 민족을 지칭하는 단어가 아니었다. 이러한 모호함은 서로 다른 상호 교환 가능한 정의가 후에 존재하게 만들었다. 한족 출신의 왕조는 제국의 한족 지역을 가리키기 위해 중국이라는 용어를 사용했다. 비한족계 왕조의 창시자들 역시 한족과 한족이 비한족계 민족이 결합된 국가를 가리키기 위해 중국이라는 용어를 사용했다. 명나라는 정치적으로는 나라 전체를 가리키지만 문화적으로는 제국의 한족 지역만을 가리키기 위해 중국을 사용했다.
선비족이 지배하던 북위는 요구르트를 중국의 음식이라고 주장했고, 여진족이 지배하던 금나라도 자신들의 나라를 중국이라고 주장했다.
1271년, 쿠빌라이 칸은 공식적인 이름인 "대원"(大元)으로 원나라를 건국했고 삼황오제로부터 당나라까지의 전 중국 왕조들의 계승을 주장했다. 원대의 한족 문학가들은 중국이 몇 세기 동안의 분열을 겪은 후 마침내 원나라에 의해 통일되었다고 생각했다. 그들의 견해는 모든 동시대 사람들, 특히 중국에 대해 상당히 다른 생각을 가졌던 몽골인들과 다른 비한족인(색목인)들에 의해 공유되지 않았고, 후자는 몇몇 다른 왕국들 또는 국가들이 정복되어 몽골인들의 통제하에 있다고 생각했다. 그러나 일 칸국의 발전과 비슷하게, 그들의 역사에 관심이 있는 토착 지식인들은 몽골인들에 의한 통일을 그들의 왕조 전통의 부활로 해석했고, 중국의 개념은 중요한 이념으로 여겨졌고 그 후 명나라에 의해 더 발전되었다. 비록 몽골인들이 의도하지는 않았지만, 영토 통합의 개념의 부활은 중국(및 이란)에서의 몽골 통치의 지속적인 유산이 되었다.
청 황제들은 민족성에 관계없이 청나라의 모든 주체를 중국인(中國之人)으로 불렀고, 중국을 청나라 전체의 동의어로 사용하면서 제국의 핵심 지역(또는 중국 본토)만을 지칭하는 단어로 내지(內地)를 사용했다. 청나라는 하나의 다민족적 실체로 간주되었다.
청 황제들은 이번원 아래 별도의 행정 시스템으로 비한족 국경 지역을 통치했다. 그럼에도 불구하고 청 황제들은 중국의 정의를 확장하여 제국 전체를 지칭하는 용어로 사용함으로써 중국을 “유연하게” 만들었다. 청 제국은 외교 서신에서 중국을 고유명사로 사용하기도 했다. 그러나 일부 한족 신하들은 이 용어의 사용을 비판하며 다른 국경 지역을 제외한 중국의 17성(省)과 동북 3성(만주)을 지칭할 때만 중국을 사용했다. 명나라에 충성을 유지한 한족 문인들은 옛 명나라 국경을 '중국'으로 규정하고 반청 이념의 일환으로 몽골 등 청나라 지배하에 있는 소수 민족을 설명할 때 '외인'이라는 용어를 사용했다. 청나라의 영토 경계가 주변 외세와의 일련의 조약을 통해 확정되면서 교육 개혁을 통해 청의 영토에 몽골, 티베트 등의 지역이 포함된다는 인식을 청 신민들에게 심어줄 수 있었다. 특히 교육 개혁은 한족 신민들이 중국의 정체성에 몽골과 티베트인이 어떻게 포함되는지 이해하지 못하거나 '중국인'의 의미가 무엇인지 이해하지 못하더라도 청 제국의 국경이 어디인지 명확하게 만들었다.
여러 민족을 청나라가 통치하는 한 가족의 일부로 묘사하기 위해 “중외일가”(中外一家; “내외가 한 가족”)라는 문구를 사용하여 여러 민족의 “통일”이라는 아이디어를 전달했다. 중국을 정복한 후 만주족은 자신들의 국가를 “중국”(中國; 중궈, “중원”)으로 규정하고 만주어로 “두림바이 구룬”(두림바이란 “중앙” 또는 “중간”을 의미하고 구룬은 “민족” 또는 “국가”를 의미)이라고 불렀다. 황제들은 청 제국의 영토(현재의 중국 동북부, 신장, 몽골, 티베트 및 기타 지역 포함)를 중국어와 만주어로 모두 “중국”으로 표기했다. 이는 중국을 다민족 국가로 효과적으로 정의함으로써 '중국'이 한족이 거주하는 지역만을 의미한다는 생각을 거부하는 것이었다. 청나라 황제들은 한족과 비한족 모두 '중국'의 일부라고 선언했다. 또한 공식 문서, 국제 조약(청 제국은 국제적으로 “중국” 또는 “중국 제국”으로 알려짐), 외교 업무에서 국가를 지칭할 때 “중국”과 “청”을 모두 사용했다. “중국어"(Dulimbai gurun i bithe)에는 한어, 만주어, 몽골어, 티베트어가 포함되었고, ‘중국인’(中國之人: 만주어: Dulimbai gurun i niyalma)은 청 제국의 모든 신민을 지칭했다.
1689년 네르친스크 조약에서 만주어와 중국어 모두 중국(두림바이 구룬, 중궈)이라는 용어로 만주에 있는 청나라 영토를 지칭했다. 또한 조약의 만주어 판본에서는 중국의 현명한 황제라는 용어를 사용했다.
건륭제는 한족만이 중국의 신민이 될 수 있고 한족의 땅만이 중국의 일부로 간주될 수 있다는 이전의 생각을 거부했다. 대신 그는 1755년 “비한족은 중국의 신민이 될 수 없고 그들의 땅은 중국의 영토에 통합될 수 없다는 중국관(중하, 中夏)이 존재한다”며 중국을 다민족 국가로 재정의했다. 이것은 우리 왕조의 중국 이해가 아니라 초기 한, 당, 송, 명의 견해이다."라고 말했다. 건륭제는 신장이 중국의 일부가 아니므로 병합해서는 안 된다고 주장하는 한족 관리들의 견해를 거부하고 중국은 다민족이며 한족 지역만을 지칭하지 않는다는 주장을 내세웠다.
청나라가 중가리아를 정복했을 때, 그들은 오이라트가 이끄는 준가르 칸국에 속했던 새로운 땅이 만주어 기념비를 통해 현재 중국(두림바이 구룬)으로 흡수되었다고 선언했다.
옹정제는 청나라가 만주의 통치자일 뿐 중국의 통치자가 아니라는 반청 반군의 주장에 대해 “선동적인 반란군은 우리가 만주의 통치자이며 나중에야 중원에 침투하여 통치자가 되었다고 주장한다. 이들과 우리 나라의 분열에 대한 그들의 편견은 많은 치명적인 거짓을 야기했다. 이 반역자들은 그것이 중원 사람들의 출생지와 동일하다는 사실을 이해하지 못했다. 순은 동이족에 속했고 문왕은 서이족에 속했다. 이 사실이 그들의 덕을 떨어뜨리는가?” (在逆賊等之意，徒謂本朝以滿洲之君入為中國之主，妄生此疆彼界之私，遂故為訕謗詆譏之說耳，不知本朝之為滿洲，猶中國之有籍貫，舜為東夷之人，文王為西夷之人，曾何損於聖德乎？)라며 반박했다.
러시아 과학 아카데미의 학자 세르기우스 쿠즈민에 따르면, 청나라가 '중국'이라는 용어를 사용했지만 이 제국들은 공식적으로 각각의 왕조 이름으로 불렸다고 한다. 비한족은 스스로를 원나라와 청나라 제국의 신민으로 간주했으며, 이들을 반드시 '중국'과 동일시하지는 않았다. 이는 원나라와 청나라가 이들 제국의 여러 민족에게 정당성을 부여하는 방식이 달랐기 때문이다. 청 황제는 투르크 무슬림 신민(현재 위구르족으로 알려진)에게는 “중국의 카간”(또는 “중국 카간”)으로, 몽골 신민에게는 “보그다 칸” 또는 “(만주) 황제”(또는 “만주 황제”)로, 1856년 타파탈리 조약에서처럼 티베트 신민에게는 “중국의 황제”(또는 “중국 황제”) 및 “대황제”(또는 “대황제 만주슈리”)로 호칭되었다. 티베트인들은 몽골인이 세운 원나라와 달리 청나라를 중국인으로 간주했다는 지적이 있다. 쿠즈민에 따르면 요, 금, 원, 청은 정복한 중국 또는 그 일부가 합류한 비중국 민족이 이끄는 다국적 제국이었다고 한다. 그럼에도 불구하고 미국의 역사학자 리처드 스미스(Richard J. Smith)는 '중국 본토'(China proper, 중국어로 '내지'라는 뜻의 内地)는 청나라의 핵심 18개 성을 의미하지만 만주족의 관점에서 '중국'(중궈, 두림바이 구룬)의 개념은 만주, 몽골, 신장, 티베트를 포함한 제국 전체를 포괄했다고 지적한다.
베이징에 근거지를 둔 중화인민공화국과 타이베이에 근거지를 둔 중화민국의 근대적 영유권 주장은 멸망 당시 청나라가 가지고 있던 영유권에서 비롯된다. 중화민국의 민족주의적 개념은 청나라의 다민족적, 다문화적 성격에서도 그 뿌리를 찾을 수 있다.

## 국명
정복왕조의 국명이 "한자어"인 것에 대해서는 여러 가지 주장이 있지만, 청나라를 제외한 정복왕조 국가들은 건국 당시 한자 국명을 사용하지 않았다.
요나라의 경우 건국 당시 명칭은 "키탄국"이었고 거란족이 아닌 민족이 제국에 유입되자 국명을 "대요"로 고쳤다가 요 성종 때 거란족의 정체성을 되찾기 위해 국명을 "키탄국"으로 변경하였다. 1066년 요 대종이 국명을 다시 "대요"로 고친 뒤 국가가 멸망할 때까지 이 명칭을 유지했다.
금나라 역시 국가 명칭을 "암바안 안추운" 또는 "아이신 구룬"이라고 불렀다. 여진족이 자신들이 세운 나라의 국호를 "금"(金)으로 정한 것에는 여러 학설이 있었으나, 오늘날 학계에서는 여진족 자신을 가리키는 명칭으로 "금"을 사용했으며, "대금국"(大金国)과 "여진국"(女真国)은 같은 의미라고 해석하기도 한다.

## 비판
과거 학자들이 “정복 왕조”를 “토착” 왕조와 구별하기 위해 부여한 특정 특성은 그다지 구별되지 않았을 수도 있다. 예를 들어 “왕실 사냥”은 데이비드 M. 로빈슨에 따르면 “중국에서 고대의 유서 깊은 중원 정치의 복잡한 유산에서 유래했다.”고 한다.
2023년 중국공산당은 역사학자들에게 시진핑의 미래 비전에 더 부합하도록 고인이 된 역사학자 다이이가 시작한 공식 '청사' 초고를 수정해 달라고 요청했다. 역사학자 파멜라 카일 크로슬리에 따르면 시진핑의 중국 공산당은 정복왕조라는 개념이 티베트와 신장의 분리주의 정서를 부추길 수 있다는 이유로 거부해왔다. 크로슬리는 “시진핑에 따르면 중국 역사에서 정복이란 존재하지 않았다. 중국인이 되기를 열망하는 사람들과의 행복한 통일만 있을 뿐이다."라고 말했으며, 역사학자 마크 엘리엇은 ”이 프로젝트는 항상 정치에 봉사하는 장학사업이었지만, 여전히 장학이 우선이었다. 이제는 정치가 우선이고 그들이 가진 장은 그들에게 쓸모가 없다."라고 덧붙였다.

## 참고 문헌

### 내용주
1. ↑  거란이 세운 요나라가 철을 바탕으로 국명을 지었으나, 금이 철보다 더 단단하므로 "금"으로 정한다는 금 태조의 이야기,[40] 또는 금나라를 건국한 여진족의 발원지가 한자어로 "금원"(金源)이었기 때문에 국호를 "금"으로 정했다는 학설[41] 등이 있다.

## 참고 문헌
- Biran, Michal (2005년 9월 15일). 《The Empire of the Qara Khitai in Eurasian History: Between China and the Islamic World》. Cambridge University Press. ISBN 978-0-521-84226-6. 2023년 8월 1일에 원본 문서에서 보존된 문서. 2015년 10월 8일에 확인함.
- Dunnell, Ruth W.; Elliott, Mark C.; Foret, Philippe; Millward, James A (2004). 《New Qing Imperial History: The Making of Inner Asian Empire at Qing Chengde》. Routledge. ISBN 1134362226. 2014년 3월 10일에 확인함.
- Elliott, Mark C. (2001). 《The Manchu Way: The Eight Banners and Ethnic Identity in Late Imperial China》 illurat, reprint판. Stanford University Press. ISBN 0804746842. 2023년 4월 11일에 원본 문서에서 보존된 문서. 2014년 3월 10일에 확인함.
- Elliott, Mark C.; Chia, Ning (2004). 〈The Qing hunt at Mulan〉.   Dunnell, Ruth W.; Elliott, Mark C.; Forêt, Philippe; Millward, James A. 《New Qing Imperial History: The Making of Inner Asian Empire at Qing Chengde》. Routledge. ISBN 9780415320061.
- Zhao, Gang (January 2006). “Reinventing China: Imperial Qing Ideology and the Rise of Modern Chinese National Identity in the Early Twentieth Century”. 《Modern China》 (Sage Publications) 32 (1): 3–30. doi:10.1177/0097700405282349. JSTOR 20062627. S2CID 144587815.